# Asesinato de Moriah Wilson
Anna Moriah Wilson (Littleton, Nuevo Hampshire; 18 de mayo de 1996–Austin, Texas; 11 de mayo de 2022) fue una mujer estadounidense asesinada a tiros por Kaitlin Armstrong, amiga suya, por celos. Wilson tuvo un encuentro romántico con Colin Strickland, quien era pareja de Armstrong en el momento de los hechos. 
Antes de su condena, Armstrong intentó fugarse. Pasó 43 días prófuga hasta su captura en Costa Rica, donde las autoridades afirmaron que había usado diferentes nombres y cambiado su apariencia para comenzar una nueva vida. Más de un año después, intentó huir de la custodia en vísperas de su juicio.

## Trasfondo

### Víctima
Anna Moriah Wilson nació el 18 de mayo de 1996 en Littleton, una localidad del estado de Nuevo Hampshire, siendo hija de Eric y Karen (de soltera Cronin) Wilson. Creció en Kirby (Vermont). Se graduó de la Academia Burke Mountain en 2014 y en el Dartmouth College en 2019, con una licenciatura en Ingeniería.
Criada en una familia de deportistas, Wilson desarrolló una pasión por el ciclismo desde niña. Era una esquiadora júnior de renombre nacional, pero se había convertido en ciclista de gravel. Antes de dedicarse por completo a la ciclismo profesional, trabajó como planificadora de demanda para Specialized.

### Autor
Kaitlin Armstrong (nacida el 21 de noviembre de 1987) creció en Livonia (Míchigan). Se graduó de la escuela secundaria Stevenson en 2005 y luego asistió a Schoolcraft College y a la Universidad de Míchigan Oriental. Se la ha descrito como profesora de yoga y agente inmobiliaria con licencia.
Armstrong mantuvo una relación con el ciclista profesional Colin Strickland. Se separaron brevemente en otoño de 2021, momento en el que Strickland ya había conocido a Wilson y había iniciado una breve relación romántica con ella. Armstrong y Strickland se reconciliarían posteriormente y reanudarían su relación.

## Muerte e investigación
El 11 de mayo de 2022, Wilson fue encontrada muerta con múltiples heridas de bala «poco antes de las 22 horas» en la residencia de un amigo en Austin (Texas), donde Wilson se alojaba para competir en una carrera en Hico. Horas antes de su muerte, había salido con Strickland a nadar en la piscina Deep Eddy y después cenó. Strickland negó haber entrado en la casa del amigo de Wilson después de dejarlo y fue descartada como sospechosa tras una investigación policial.
Una autopsia dictaminó que la muerte de Wilson fue un homicidio, con tres heridas de bala —dos en la cabeza y una en el pecho— que ocurrieron «cuando ya estaba tumbada en el suelo», según una orden de registro. La policía nombró a Armstrong persona de interés después de que las cámaras de vigilancia mostraran su Jeep Grand Cherokee negro llegando a la residencia de Austin momentos antes del asesinato. Fue detenida por una orden de arresto pendiente por un delito menor por robo. Armstrong no hizo ninguna declaración a la policía cuando la interrogaron sobre la evidencia en video de su vehículo; sin embargo, los investigadores observaron que «giró la cabeza y puso los ojos en blanco con enojo» cuando se le preguntó sobre cómo estaba Wilson con Strickland. Fue liberada por un tecnicismo derivado de discrepancias entre su fecha de nacimiento en la base de datos del departamento de policía y la que figura en la orden de arresto.
La policía examinó el teléfono de Wilson y concluyó que ella tenía una relación sentimental con Strickland mientras él aún salía con Armstrong. Strickland inicialmente negó conocer a la víctima durante la primera entrevista, pero finalmente admitió la relación y haber ocultado la comunicación con Wilson a Armstrong, llegando incluso a borrar mensajes de texto de Wilson en su teléfono mientras guardaba su número bajo un seudónimo. Armstrong supuestamente se enteró de la relación y expresó un fuerte deseo de matar a Wilson, diciéndole a un informante anónimo que ella «había comprado recientemente un arma de fuego o estaba a punto de hacerlo». Strickland reveló que había comprado dos pistolas para Armstrong y para él. Mediante una orden de registro, la policía recuperó dos armas de fuego de la casa que Strickland compartía con Armstrong. Un casquillo de bala de una de las armas, una pistola SIG Sauer P365 perteneciente a Armstrong, mostró una coincidencia significativa con uno encontrado en la escena del crimen. La orden de registro también reveló que Armstrong había visitado un campo de tiro con su hermana, Christine Armstrong, «para aprender a usar un arma de fuego». El 17 de mayo, se emitió una orden de arresto por asesinato en primer grado contra Kaitlin Armstrong.

## Arresto, juicio y condena
Armstrong usó el pasaporte de su hermana para volar a Costa Rica. Usó identidades falsas y cambió su apariencia mediante cirugía plástica. Los alguaciles estadounidenses la localizaron publicando un anuncio en Facebook buscando un instructor de yoga. Tras pasar 43 días prófugo, Armstrong fue detenido en un hostal en Santa Teresa, el 29 de junio de 2022. En una conferencia de prensa sobre la captura de Armstrong, los alguaciles estadounidenses informaron que había huido a Costa Rica y buscado oportunidades para enseñar yoga bajo diversos alias. Observaron que su apariencia había cambiado drásticamente; se había teñido y cortado el cabello, le habían vendado la nariz y tenía algo de decoloración alrededor de los ojos, que, según ella, se debía a un accidente de surf.
Armstrong fue instruida de cargos el 21 de julio de 2022, declarándose inocente del cargo de asesinato. Permaneció detenida bajo fianza de 3,5 millones de dólares en la cárcel del condado de Travis. Tras demoras, el caso fue a juicio el 30 de octubre de 2023. Armstrong había perdido su intento de suprimir las pruebas de su interrogatorio bajo custodia con el Departamento de Policía de Austin, alegando que se obtuvieron ilegalmente porque no se le informó de su Advertencia Miranda. También se desestimó provisionalmente un cargo federal de fuga ilegal para evadir el procesamiento; expertos legales afirmaron que dicha moción era «de rutina», ya que tenía derecho constitucional a un juicio rápido.
El 12 de octubre de 2023, Armstrong escapó de los agentes que la habían escoltado a una cita médica fuera de la cárcel. Fue detenida de nuevo tras una breve persecución. Se le acusó de fuga con lesiones corporales, cargos que posteriormente fueron retirados.
El 16 de noviembre de 2023, tras un juicio ante la jueza Brenda Kennedy, Armstrong fue declarada culpable de asesinato. Fue condenada a 90 años de prisión, con derecho a libertad condicional después de 30 años. Armstrong presentó una apelación, que fue denegada.

## Demanda civil
El 6 de mayo de 2024, los padres de Wilson presentaron una demanda civil por homicidio culposo contra Armstrong, solicitando una indemnización de un millón de dólares. Sin embargo, solicitarán que un jurado determine el valor total y el alcance de la indemnización. La indemnización cubrirá los gastos funerarios y de entierro, así como los daños emocionales que sufrieron a causa de la muerte de Wilson. La demanda también impedirá que Armstrong se lucre económicamente con su delito. El 17 de junio de 2024, el juez ordenó a Armstrong pagar 15 millones de dólares a la familia Wilson.
Tres días después de que los padres de Wilson presentaran la demanda por homicidio culposo, Armstrong vació su cuenta bancaria y transfirió sus bienes a su madre, su hermana y Colin Strickland, según una búsqueda nacional de bienes. La familia de Wilson presentó otra demanda contra la familia de Armstrong y Strickland en julio de 2024 por transferencia fraudulenta.